# Blaszynówka
Blaszynówka – struga, prawostronny dopływ Stoły o długości 8,27 km. 
Struga płynie w powiecie tarnogórskim, w gminie Tworóg. Rozpoczyna swój bieg między Mikołeską a Boruszowicami, następnie przepływa przez Lasy Lublinieckie, Nową Wieś Tworoską i Tworóg, by w Kotach wpaść do Stoły.
Blaszynówka – tak samo jak niedaleko płynąca Bielawa – przecina dwa szlaki komunikacyjne: drogę krajową nr 11 oraz drogę wojewódzką nr 907.